# Groß Kiesow
Groß Kiesow település Németországban, Mecklenburg-Elő-Pomeránia tartományban. Lakosainak száma 1273 fő (2023. december 31.).

## Népesség
A település népességének változása:
| Lakosok száma | 1259 | 1275 | 1284 | 1279 | 1273 |
|               | 2017 | 2019 | 2021 | 2022 | 2023 |